# Os nasal
L'os nasal, appelé également l'os propre du nez en ancienne nomenclature (N.A.), est un petit os plat, pair et symétrique du massif facial. Il donne sa forme aux ailes du nez.

## Description
L'os nasal est de forme quadrilatère plus large en bas qu'en haut. Il présente deux faces et quatre bords.

### Face antérieure ou externe
La face antérieure est concave de haut en bas et convexe transversalement.
À son tiers inférieur et latéralement se trouve un foramen vasculaire permettant le passage d'une petite veine: le foramen nasal.
En bas et médialement, elle donne insertion aux muscles procérus.

### Face postérieure ou interne
La face postérieure est concave transversalement.
Dans sa partie supérieure et médiale se trouve une surface articulaire pour l'articulation avec l'épine nasale de l'os frontal.
Dans sa partie inférieure, le sillon ethmoïdal de l'os nasal (ou sillon du nerf baso-lobaire ou sillon ethmoïdal de l’os propre du nez) permet le passage du nerf ethmoïdal antérieur.
Elle est tapissée par la muqueuse olfactive.

### Bord supérieur
Le bord supérieur ou bord frontal s'articule avec le bord nasal de l'os frontal par une suture dentelée.

### Bord inférieur
Le bord inférieur s'articule avec les cartilages du nez et forme la limite supérieure de l’orifice piriforme.

### Bord externe
Le bord externe ou bord maxillaire s'articule avec la branche montante de l'os maxillaire par une suture écailleuse.

### Bord interne
Le bord interne ou bord nasal s'articule avec l'os nasal opposé et formant un sillon pour l'épine nasale de l'os frontal et pour la lame perpendiculaire de l'os ethmoïde.
Le coin supérieur du bord interne correspond au point craniométrique du nasion.

## Embryologie
L'os nasal est d'origine membraneuse avec l’apparition d'un point d'ossification entre le 2ème et le 3ème mois de grossesse.

## Anatomie comparée
Chez les ostéichthyens (poissons osseux) et les tétrapodes primitifs, les os nasaux sont les plus antérieurs d'un ensemble de quatre os appariés formant le toit du crâne, suivis en séquence par les frontaux, les pariétaux et les postpariétaux. Leur forme chez les espèces vivantes est très variable, selon la forme de la tête, mais ils forment généralement le toit du museau ou du bec, allant des narines à une position en deçà des orbites. Ils sont donc généralement proportionnellement plus gros chez la plupart des animaux que chez l'Homme ou les hominidés, du fait des faces raccourcies de ces derniers. Les tortues n'ont pas d'os nasaux, les os préfrontaux de l'orbite allant jusqu'aux narines.

## Galerie

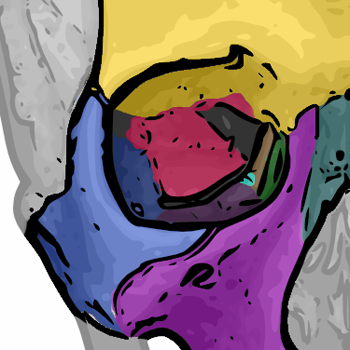
Les os entrant dans la formation de l'orbite.
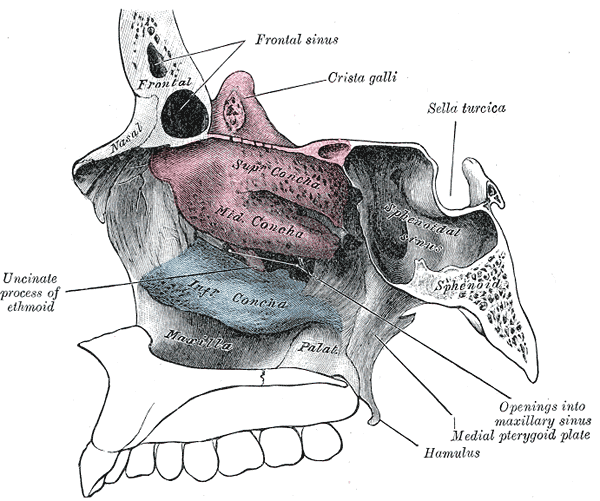
Paroi latérale de la cavité nasale, l'ethmoïde en place.
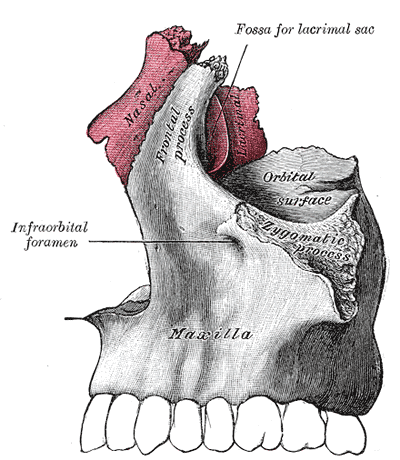
articulation de l'os nasal et de l'os lacrymal avec le maxillaire.

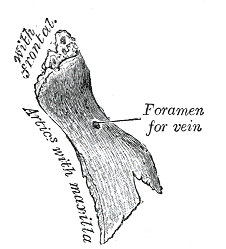
Face externe de l'os nasal.
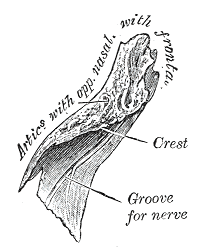
Face interne de l'os nasal.

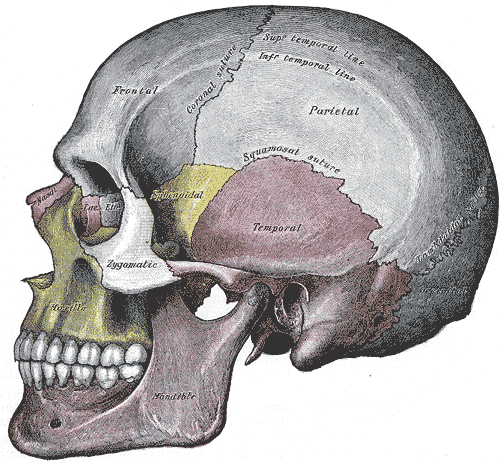
Vue latérale du crâne.
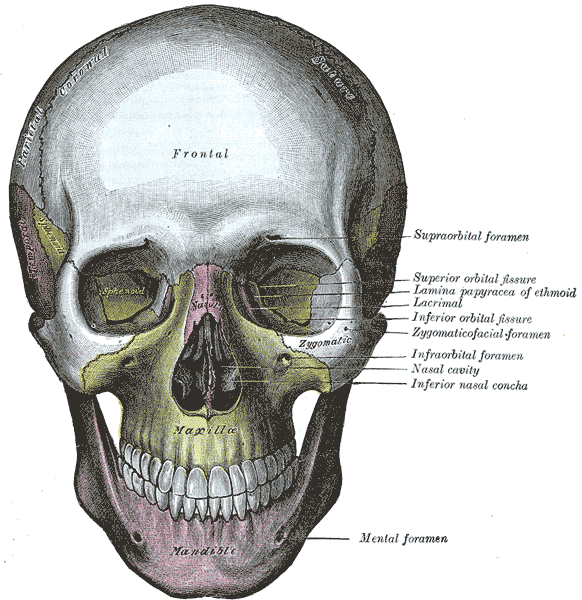
Vue frontale du crâne.
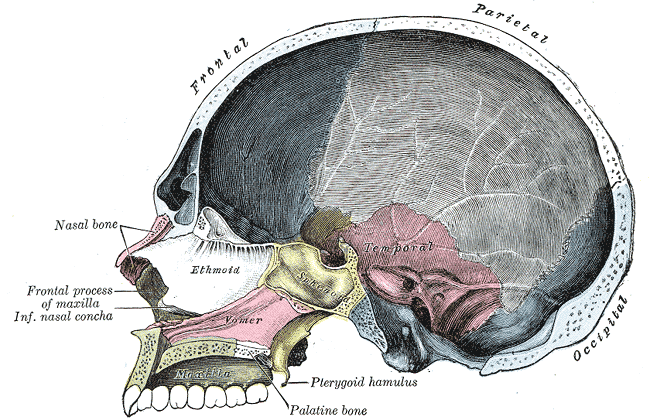
Vue latérale gauche d'une coupe sagittale du crâne.

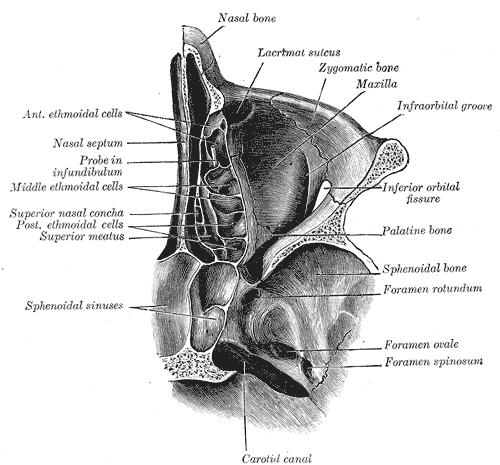
Section horizontale du nez et des orbites.
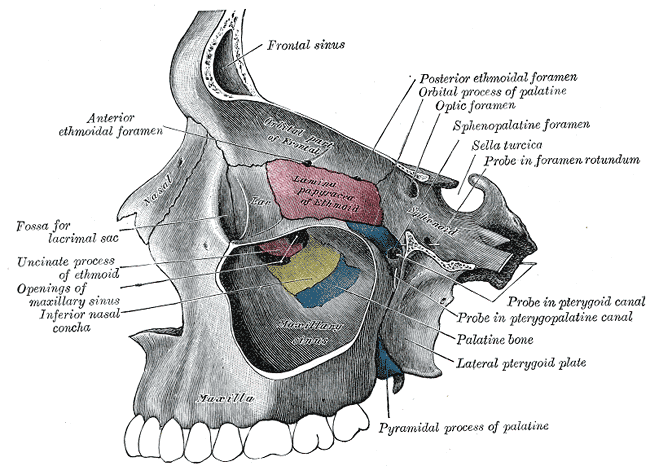
Paroi médiale de la narine gauche.
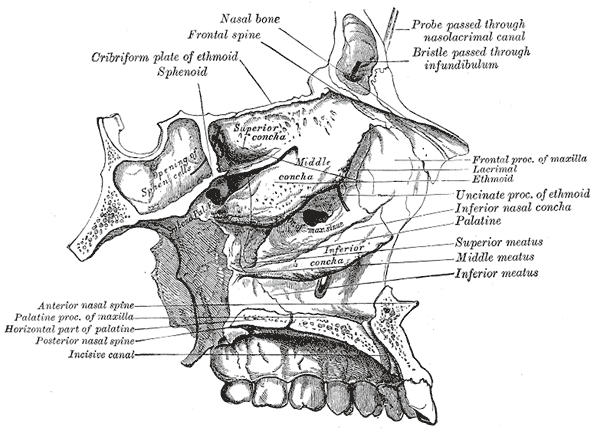
Parois de la cavité nasale.